# Monika Braun
Monika Maria Braun (ur. 19 czerwca 1963) – polska aktorka, nauczycielka akademicka, kulturoznawczyni, trenerka w szkoleniach z zakresu technik wystąpień publicznych, pisarka.

## Życiorys
Córka reżysera Kazimierza Brauna i Zofii z domu Reklewskiej, siostra Grzegorza Brauna i bratanica Juliusza Brauna. Zachowania brata Grzegorza publicznie potępiła w liście otwartym opublikowanym na stronie internetowej Tygodnika Powszechnego 28 kwietnia 2025.
W 1986 ukończyła wrocławski Wydział Aktorski Państwowej Wyższej Szkoły Teatralnej im. Ludwika Solskiego. W filmie zadebiutowała w 1982, epizodyczną rolą w Pensji Pani Latter Stanisława Różewicza, w tym samym roku zagrała również w dramacie kryminalnym Karate po polsku Wojciecha Wójcika, a następnie, w 1983, rolę Kseńki w filmie Marka Nowickiego Widziadło. W 1984 zadebiutowała na deskach teatru w Pułapce Tadeusza Różewicza, spektaklu wystawionym w Teatrze Współczesnym we Wrocławiu.
Od 1993 roku prowadzi zajęcia teatralne w Studium Animatorów Kultury we Wrocławiu. Od 2000 pracuje jako trenerka i coach w szkoleniach dla przedsiębiorstw w zakresie technik komunikacyjnych (prezentacje i inne wystąpienia publiczne); uczy prawników, dziennikarzy, menedżerów, szkoli zespoły pracowników organizacji i przedsiębiorstw. Prowadziła także zajęcia zakresu technik medialnych, retoryki i autoprezentacji w Instytucie Dziennikarstwa i Komunikacji Społecznej Uniwersytetu Wrocławskiego oraz na Uniwersytecie SWPS we Wrocławiu. Pracuje również na wrocławskiej Akademii Sztuk Pięknych, ucząc technik prezentacji w dziedzinie sztuk wizualnych. Publikuje teksty o sztukach wizualnych.
Pracę doktorską pt. „Wykorzystanie technik aktorskich w treningach społecznych” obroniła w Instytucie Kulturoznawstwa Wydziału Nauk Społecznych Uniwersytetu im. Adama Mickiewicza w Poznaniu w 2009 roku.
Jej mężem był Stanisław Bereś, krytyk i historyk literatury. Ma z nim trzy córki: Annę, Joannę i Anielę.

## Książki
- Monika Braun: Gry codzienne i pozacodzienne: …o komunikacyjnych aspektach aktorstwa, Kraków: Towarzystwo Autorów i Wydawców Prac Naukowych „Universitas” 2012. ISBN 978-83-242-1698-7
- Lev Stern: Wrocław, Jerozolima, Wrocław, adapt. tekstu Monika Braun; Wrocław: Wydawnictwo Via Nova, 2014. ISBN 978-83-64025-09-9
- Monika Braun: Mona: opowieść o życiu malarki; Wrocław, Wydawnictwo Via Nova, 2016. ISBN 978-83-64025-27-3
- Monika Braun Podróże do wielu odległych światów, czyli Lekcje projektowania graficznego według Jana Jaromira Aleksiuna; Wrocław, Akademia Sztuk Pięknych im. Eugeniusza Gepperta, 2019. ISBN 978-83-66321-20-5
- Monika Braun CiSz: 70 lat obecności Ceramiki i Szkła na wrocławskiej Akademii Sztuk Pięknych; Wrocław, Akademia Sztuk Pięknych im. Eugeniusza Gepperta. Wydział Ceramiki i Szkła, 2020. ISBN 978-83-66321-12-0
- Monika Braun: Migrena: kronika rodzinna, (historia rodziny i genealogicznych poszukiwań), Kraków: Wydawnictwo Austeria, 2021. ISBN 978-83-7866-335-5
- Monika Braun: Uwierzyć w niemożliwe: o witrażach Teresy Marii Reklewskiej (monografia twórczości artystki); Warszawa, Wydawnictwo:Więź 2021. ISBN 978-83-66769-24-3

- Monika Braun: Podróżnik: o życiu i szkle Kazimierza Pawlaka; Wrocław: Akademia Sztuk Pięknych im. Eugeniusza Gepperta; Ośrodek Kultury i Sztuki 2022. ISBN 978-83-66321-89-2, ISBN 978-83-67067-10-2
- Monika Braun: Przeciw powtórzeniu (zbiór esejów), Kraków: Austeria, 2024.  ISBN 978-83-7866-617-2
- Monika Braun (Karina Marusińska - współautorka): Okruchy świata/ Wobec nieruchomości rzeczy, Wrocław: Fundacja im. Tymoteusza Karpowicza 2024.   ISBN 978-83-971914-0-2